# Nova Acta Helvetica, Physico-Mathematico-Botanico-Medica
Nova Acta Helvetica, Physico-Mathematico-Botanico-Medica (abreviado Nova Acta Helv. Phys.-Math.) fue una revista con ilustraciones y descripciones botánicas que fue editada en Basile en el año 1787.